# Новая Земля (бриг, 1819)
«Новая Земля» — бриг Беломорской флотилии России.

## Описание судна
Парусный бриг водоизмещением 200 тонн, строился специально для арктических плаваний, в связи с чем имел усиленную обшивку. Длина брига по сведениям из различных источников составляла от 24,38 до 24,4 метра, ширина — 6,1 метра, а осадка от 1,3 до 1,32 метра. Вооружение судна состояло из 16 орудий, однако во время арктических плаваний на бриге устанавливалось шесть 3-фунтовых пушек.

## История службы
Бриг «Новая Земля» был заложен на Соломбальской верфи 4 декабря 1817 года и после спуска на воду 10 июля 1819 года вошёл в состав Беломорской флотилии России. Строительство вёл корабельный мастер А. М. Курочкин.
Первое плавание на бриге к Новой Земле было предпринято в 1819 году. Судно вышло из Архангельска по направлению к архипелагу, но, из-за непроходимых льдов и в связи со случаями цинги среди членов экипажа, было вынуждено вернуться в Архангельск. В течение следующего года бриг нёс брандвахтенную службу в Архангельске.
14 июля 1821 года бриг вновь вышел из Архангельска и к 31 июля прибыл к Новой Земле, где до 30 августа экипажем производилась съемка береговой черты, после чего бриг взял курс на Архангельск, куда прибыл 11 сентября. 17 июня 1822 года «Новая Земля» вышел из Архангельска к северному побережью Кольского полуострова. C 28 июня по 3 августа на судне велась опись мурманского берега, после чего бриг взял курс на Новую Землю, берегов которой достиг к 8 августа. Продвигаясь дальше на север, бриг производил съемку побережья. После того, как судно достигла мыса Нассау, оно спустилось на юг и 17 августа подошло к проливу Маточкин Шар. До 27 августа была произведена опись побережья Южного острова от пролива Маточкин Шар до мыса Южный Гусиный, после чего бриг ушёл от Новой Земли и 6 сентября вернулся в Архангельск. В 1823 году бриг покинул Архангельск 11 июня и с 21 июня по 18 июля на нём производилась опись мурманского берега до мыса Вардё, с 27 июля  — пролива Маточкин Шар и западного берега Южного острова, после чего «Новая Земля» подошёл к проливу Карские Ворота, где при сильном волнении 20 августа повредил руль и корму, ударившись об отмель. На следующий день корма и руль были отремонтированы и бриг ушёл от берегов Новой Земли, а к 30 августа вернулся в Архангельск, при этом по пути велась опись северного берега острова Колгуев. В этой экспедиции в звании лоцмана на корабле служил Матвей Андреевич Герасимов, прославившийся своим героизмом во время англо-русской войны, став одним из первых гражданских лиц, награждённых Георгиевским крестом.
18 июня 1824 года бриг вышел из Архангельска с целью описи восточного побережья Новой Земли, 24 июня достиг пролива Карские Ворота, но дальнейшее продвижение на север или восток оказалось невозможным и 19 августа бриг взял обратный курс. 11 сентября судно вернулось в Архангельск.
С 1826 по 1837 год занимал брандвахтенные посты в устье Северной Двины и у острова Мудьюг, а также выходил в плавание к Соловецким островам. В 1841 году был разобран в Архангельске.

## Командиры брига

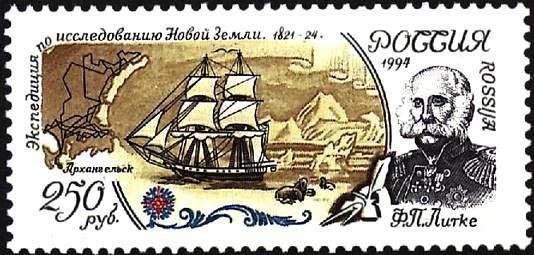
Бриг «Новая Земля» и её командир Ф. П. Литке на почтовой марке России 1992 года.

Командирами брига «Новая Земля» в разное время служили:
- А. П. Лазарев (1819 год).
- А. А. Бабарыкин (1820 год).
- Ф. П. Литке (1821—1824 годы).
- А. С. Бухвостов (1825 год).
- И. В. Жевахов (1826 год).
- К. И. Черкасов (1827 год).
- Я. А. Гуляев (1828 год).
- А. Я. Бутковский (1829 год).
- С. А. Соколов (1829 год).
- И. А. Мартьянов (1830 год).
- В. А. Кротов (1831 год).
- Н. Г. Котельников (1832 год).
- Крылов (1833—1837 годы).